# Arthur Rougier

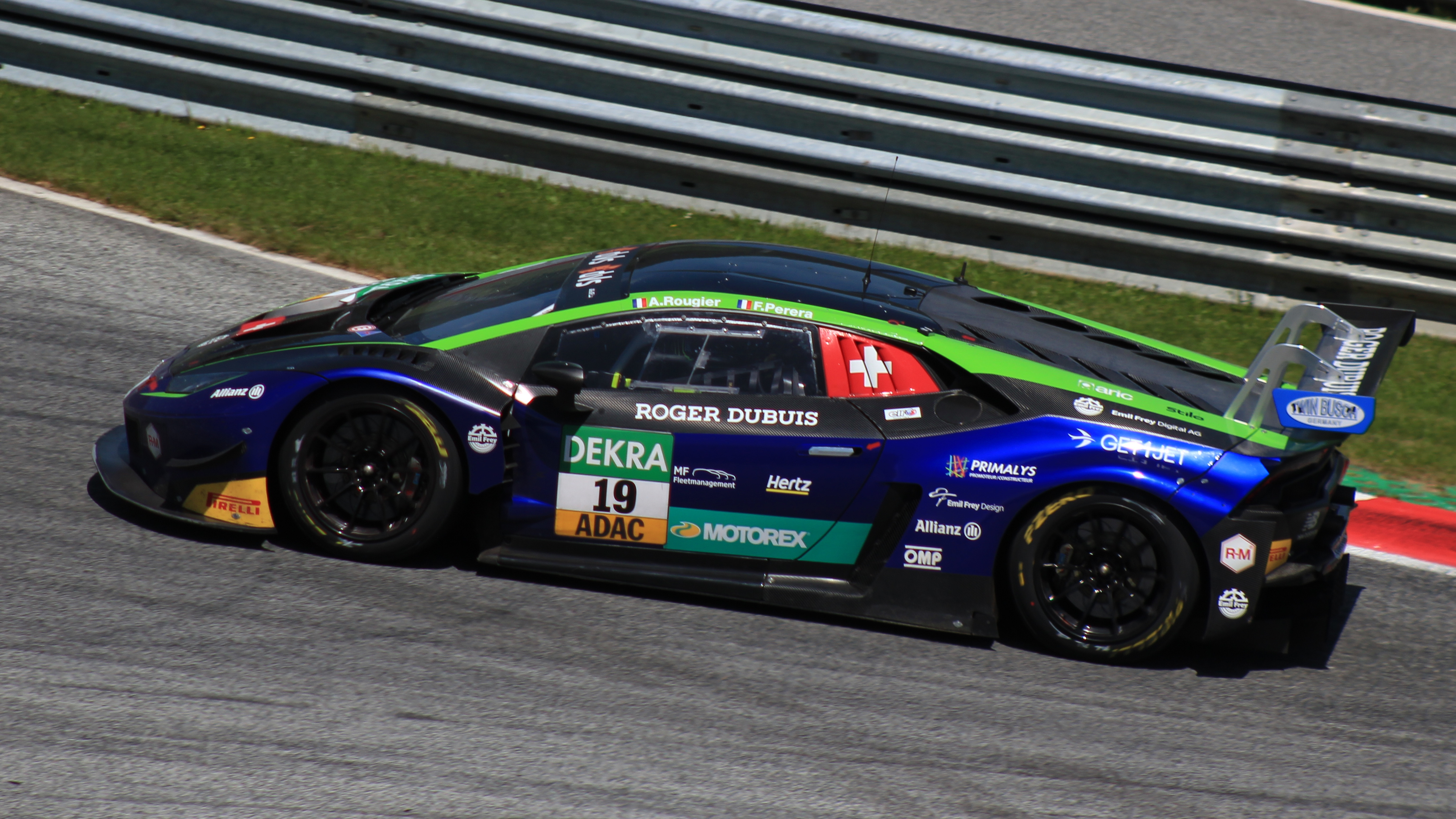
Arthur Rougier beim Rennen zum ADAC GT Masters 2022 auf dem Red Bull Ring

Arthur Rougier (* 20. Juli 2000) ist ein französischer Automobilrennfahrer.

## Karriere
Rougier ging als Sieger der Französischen Formel-4-Meisterschaft 2017 hervor, woraufhin er im Formel Renault Eurocup bei Fortec Motorsport fuhr. Ab 2020 fuhr er im GT World Challenge Europe Sprint Cup, seine beste Platzierung wurde ein siebter Platz 2021. 2022 fuhr er im ADAC GT Masters, wo er in Zandvoort ein Podium erringen konnte.
Seit 2023 fährt er nur im GT World Challenge Europe Endurance Cup.

## Statistik

### Karrierestationen
| - 2016: Französische Formel-4-Meisterschaft (Platz 10) - 2017: Französische Formel-4-Meisterschaft (Platz 1) - 2018: Formel Renault Eurocup (Platz 15) - 2019: Formel Renault Eurocup - 2020: GT World Challenge Europe Sprint Cup (Platz 7) - 2020: GT World Challenge Europe Endurance Cup (Platz 20) - 2020: Championnat de France FFSA GT (Platz 22) - 2021: GT World Challenge Europe Sprint Cup (Platz 20) - 2020: GT World Challenge Europe Endurance Cup (Platz 16) - 2022: ADAC GT Masters (Platz 5) - 2022: GT World Challenge Europe Endurance Cup | - 2022: Intercontinental GT Challenge - 2023: GT World Challenge Europe Endurance Cup - 2024: GT World Challenge Europe Endurance Cup |